# (17883) Scobuchanan
(17883) Scobuchanan (1999 CP105) – planetoida z pasa głównego asteroid okrążająca Słońce w ciągu 3,4 lat w średniej odległości 2,26 j.a. Odkryta 12 lutego 1999 roku.